# 盛和煜
盛和煜（1948年—），男，湖南常德人，中华人民共和国编剧，一级编剧，曾获文华大奖、五个一工程奖、曹禺戏剧文学奖等奖项。编剧代表作有电视剧《走向共和》、《血色湘西》，电影《赤壁》等。

## 奖项
- 中国戏剧奖曹禺剧本奖（第七届曹禺剧本奖）（1994年）《山歌情》[3]
- 中国电视剧飞天奖优秀编剧（2007年）《恰同学少年》
- 中国文化部文华剧作奖（2007年）《李贞回乡》